# Angela Piskernik

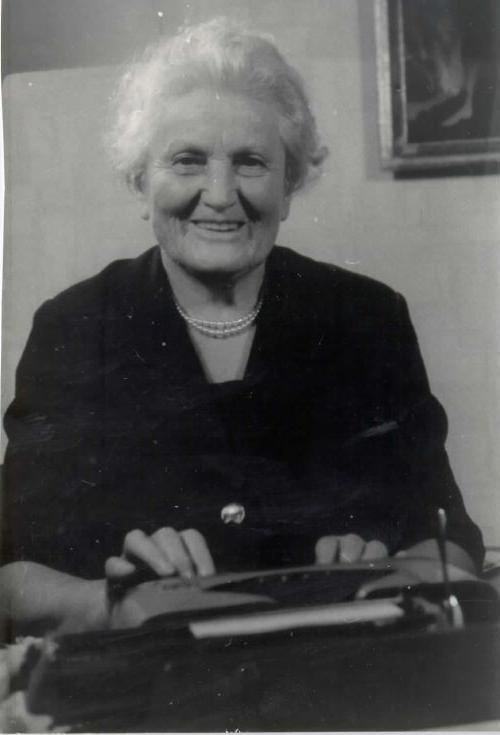
Angela Piskernik

Angela Piskernik (Bad Eisenkappel, 27 agosto 1886 – Lubiana, 23 dicembre 1967) è stata un'ambientalista e botanica slovena.

## Biografia
Nacque a Bad Eisenkappel nella Carinzia del Sud che rimase all´Austria dopo la prima guerra mondiale e ottenne il dottorato in botanica dall´Università di Vienna. Lavorò per il museo provinciale di Lubiana e insegnò in diverse scuole secondarie.
L´etnica slovena fu politicamente attiva durante il plebiscito della Carinzia e dopo in un club di emigranti. Durante la seconda guerra mondiale fu arrestata ed imprigionata nel campo nazista di concentramento di Ravensbrück. Lei è stata menzionata nel romanzo autobiografico L´angelo dell´oblio della scrittrice austriaca Maja Haderlap.
Nel 1945 divenne direttrice del Museo di Storia Naturale a Lubiana. Anche la gestione e la cura del giardino botanico alpino Juliana nella Val Trenta vennero affidate ad un gruppo di botanici sotto la sua direzione. Si adoperò per il Parco nazionale del Tricorno.
Negli anni Sessanta fu delegata della Jugoslavia alla Commissione Internazionale per la Protezione delle Alpi (CIPRA) Fu particolarmente ispirata dal suo collega italiano Renzo Videsott.
Propose un parco naturale bilaterale assieme all´Austria nelle Caravanche ed Alpi di Kamnik e della Savinja, ma questo progetto non venne mai realizzato. Oggi la regione di frontiera fa parte della cintura verde d´Europa, un corridoio naturale transnazionale lungo la ex cortina di ferro. Mori nel 1967 a Lubiana.